# Titularbistum Avitta Bibba
Das Bistum Avitta Bibba (italienisch diocesi di Avitta Bibba, lateinisch Dioecesis Avittensis) ist ein Titularbistum der römisch-katholischen Kirche.
Es geht zurück auf ein untergegangenes Bistum der gleichnamigen antiken Stadt im heutigen Tunesien, dessen Bischof Suffragan des Erzbischofs von Karthago war.
| Titularbischöfe von Avitta Bibba |                             |                                                     |                   |                |
| Nr.                              | Name                        | Amt                                                 | von               | bis            |
| 1                                | Arturo Salazar Mejía OAR    | Apostolischer Vikar von Casanare (Kolumbien)        | 14. Oktober 1965  | 3. Januar 1977 |
| 2                                | Victor de la Peña Pérez OFM | Weihbischof, Apostolischer Vikar von Requena (Peru) | 17. Dezember 1982 | 2. Juli 2015   |
| 3                                | Christudas Rajappan         | Weihbischof in Erzbistum Trivandrum (Indien)        | 2. Februar 2016   |                |

## Weblink
- Eintrag auf catholic-hierarchy.org (englisch)